# 翁林萃
翁林萃，字雲史，竹塹城北門街人。複姓翁林，因父親翁福是被林姓收養。年少失怙，以孝母聞名，在《淡水廳志》有所記載。戴潮春事件，因功賞藍翎候選同知。